# Oeveraaskever
De oeveraaskever (Necrodes littoralis) is een kever uit de familie van de aaskevers (Silphidae). De wetenschappelijke naam van de soort werd in 1758 als Silpha littoralis gepubliceerd door Carl Linnaeus. Het is de enige soort uit deze familie die in Europa voorkomt.

## Kenmerken
De kever bereikt een lengte van 15 tot 25 millimeter en heeft een vrij plat lichaam. De soort is nagenoeg helemaal zwart, met uitzondering van de uiterste drie delen van de antennes. Het pronotum (halsschild) heeft de vorm van een schijf met wat puntjes erop. De dekschilden zijn met lijnen versierd. Het achterlijf wordt niet geheel door het dekschild bedekt. Het scutellum is in verhouding groot. Bij het mannetje zijn de dijen van de achterpoten duidelijk verdikt, de schenen zijn krom en het uiteinde (tarsus) van de voorste en middelste poten zijn verbreed. De facetogen zijn erg groot.

## Verspreiding en leefgebied
Oeveraaskevers leven in Europa, ten oosten tot aan de Kaukasus. In het uiterste noorden van Europa komen ze niet voor. Ze zijn te vinden op kadavers van grote dieren. Vroeger kwamen ze veelvuldig voor, inmiddels zijn ze zeldzaam.